# China Town România
China Town România este un proiect imobiliar dezvoltat de firma cu același nume, la Afumați, în apropiere de București.
Proiectul urmează să cuprindă locuințe, precum și spații verzi, alei, școli, grădinițe, magazine, restaurante și depozite.

## Proiect
China Town România a finalizat în prima etapă a proiectului cinci linii de magazine de tip showroom, amenajate în nouă hale care cuprind 350 de spații comerciale moderne, iar până în luna februarie 2011 se vor ridica încă trei hale, care vor conduce la deschiderea unui total de 1.240 de magazine, cu o investiție de 41 milioane euro.